# Les Petits Hommes de la pinède
Les Petits Hommes de la pinède est un roman affilié au merveilleux scientifique de l'écrivain et médecin français Octave Béliard publié de juin 1927 à juillet 1928 dans la revue L'Association médicale.
Ce roman raconte les déboires d'un savant à l'origine de la création d'une population d'individus hauts de 30 cm qui échappe à son contrôle.

## Intrigue
Dofre, un savant vivant reclus, souhaite transmettre ses travaux scientifiques à Aimé-Grégoire Moranne, un jeune chercheur travaillant sur le nanisme. En effet, le vieil homme est parvenu à créer toute une population d'homoncules hauts de 30 cm à la croissance rapide. Le développement extrêmement rapide de leur civilisation devient rapidement une menace préoccupante pour les deux savants.

## Analyse de l'œuvre
Lors de sa publication initiale, le roman apparaît dans une revue médicale assez confidentielle destinée aux médecins. Il est doté d'un prologue et d'un épilogue qui n'est pas repris lors de son édition en volume en 1929 chez La Nouvelle Société d'Édition. Cette introduction raconte la découverte par un infirmier d'un asile, d'un manuscrit écrit par un pensionnaire récemment mort, tandis que la conclusion met en scène l'infirmier et un de ses amis débattre sur la véracité du récit, laissant ainsi le lecteur le choix de déterminer le crédit à apporter à cette histoire.
Ce manuscrit, qui constitue le corps du récit, explique les raisons qui ont poussé le chercheur Aimé-Grégoire Moranne, à incendier volontairement une pinède des Landes, un acte qui lui a valu d'être interné dans un asile. Le roman aborde non seulement le thème de la création ex nihilo d'une humanité nouvelle, mais également celui de l'amour impossible entre un homme et un homoncule. Ces petits hommes minuscules se reproduisent et se développent à une vitesse extrêmement rapide. Finalement, hors de contrôle, cette population devient une véritable menace pour l'humanité aux yeux de Moranne, qui entreprend de mettre le feu à la pinède, lieu de leur refuge.

## Récompense
Ce livre reçoit le prix Maurice-Renard au titre de l'année 1930, qui récompense un romancier de langue française pour un ouvrage d'imagination.

## Éditions françaises
- Revue L'Association médicale, de juin 1927 à juillet 1928, lire en ligne sur Gallica.
- Revue Paris-Soir, du 19 octobre au 30 novembre 1929.
- La Nouvelle Société d'Édition, 1929. Version tronquée du prologue et de l'épilogue
- Revue Bulletin des amateurs d'anticipation ancienne no 10 bis, février 1992.
- Éditions GandahaR, coll. « Patrimoine de l’Imaginaire » no 7, 2022.
- Éditions de l'Arbre vengeur, coll. « Fantascope », octobre 2022, 380 p.,  (ISBN 978-2-37941-203-5), [présentation en ligne].